# 金斯頓鎮區 (密歇根州)
金斯頓鎮區（英語：Kingston Township）是位於美國密歇根州土斯科拉縣的一個行政鎮區。

## 地方資料
金斯頓鎮區的面積為92.90平方千米，當中陸地面積為92.90平方千米，而水域面積為0.00平方千米。根據2020年美國人口普查的數據，當地共有人口1476人，而人口密度為每平方千米15.89人。